# Ulica Starowiejska w Zamościu
Ulica Starowiejska – zamojska ulica jednojezdniowa, jedna z głównych w dzielnicy przemysłowej miasta.

## Historia
Ulica powstała w 1967 roku. Wybudowana została do obsłużenia coraz to większej strefy przemysłowej i połączenia ul. O. Zagłoby z ul. Wojska Polskiego.

### Nazwa
Wraz z powstaniem tej ulicy zaczęła funkcjonować jej obecna nazwa.

## Obecnie
Do 2004 roku ulica ta służyła jako część obwodnicy miejskiej (oprócz obsługiwania ruchu przemysłowego), zanim została dokończona Obwodnica Hetmańska. Obecnie ulica spełnia bardziej funkcję drogi przemysłowej, jednakże wielu kierowców nadal korzysta z niej w celu szybkiego przedostania się z jednego końca miasta do drugiego (tranzyt między dzielnicami).
Ważniejsze obiekty położone przy ul. Starowiejskiej to m.in. stacja pogotowia ratunkowego, stacje paliw, salon samochodowy Skoda, punkt sprzedaży bram garażowych, kilka innych sklepów przemysłowych i hurtowni. Nieliczna zabudowa mieszkalna występuje przede wszystkim w pobliżu skrzyżowania z ul. Wojska Polskiego, ale również na wschód od obwodnicy (ul. Legionów).